# Гусли (Мериме)
«Гу́сли, или Сбо́рник иллири́йских пе́сен, запи́санных в Далма́ции, Бо́снии, Хорва́тии и Герцегови́не», (фр. La Guzla, «Гузла», «Гузля», «Гюзла») — литературная мистификация, созданная французским писателем-романтиком Проспером Мериме и изданная им анонимно в 1827 году. Представляет собой будто бы песни юго-западных славян, якобы собранные на Балканах и переведённые на французский язык с иллирийского (сербохорватского) прозой.
«Хасанагиница» — единственная подлинная баллада, вошедшая в сборник под названием «Грустная баллада о благородной супруге Асана-Аги».

## История создания текста
Если верить предисловию Мериме 1840 года, написанному им для 2-го издания в 1842 году, он создал это произведение одним махом за две недели, потому что ему с другом хотелось отправиться в путешествие на Балканы и потом издать сочинения о них, но денег на это не хватало, и «мы напали на мысль заранее описать наше путешествие, продать свой труд повыгоднее и с помощью вырученных денег убедиться, насколько верны были наши описания». Сборник был издан тайно в Страсбурге, снабжен примечаниями и портретом «автора», будто бы итальянца и сына морлачки из Спалато, собирателя фольклора, в том числе и ряда авторских песен вымышленного гусляра по имени Иакинф Магланович. Продано, по словам Мериме было всего 12 экземпляров. Его желанием, если верить его предисловию, было спародировать местный экзотический колорит, модный в период романтизма. «Гусли», имитируя прозаический перевод народных песен, входят в число ранних стихотворений в прозе, которые повлияли на сложение данного жанра лирики.
Исследователи труда Мериме, тем не менее, отмечают, что рассказ Мериме об обстоятельствах создания книги «намеренно неточен», и «сборник является не легкой и быстрой импровизацией, как уверяет Мериме, а плодом длительной работы», замысел которой, возможно, действительно пришел в голову писателя, когда он замышлял поездку (еще в 1820 году).
Мистификация оказалась успешной: за настоящий славянский фольклор «Гусли» приняли и Адам Мицкевич, и Пушкин, причем последний переложил 11 баллад из сборника на русский стихами и издал под заглавием «Песни западных славян».
Первым мистификацию узнал Виктор Гюго, объявив о своем выводе в салоне Нодье в конце 1827 года, спустя несколько месяцев после публикации книги. Сам Мериме не особо скрывал, что являлся автором мистификации: так, он послал Гёте книгу с автографом «от автора „Клары Газуль“» («Театр Клары Газуль» — предыдущая мистификация писателя, написанная будто бы испанской актрисой; эту книгу он послал Гёте двумя годами ранее). В своем обзоре, выпущенном летом 1828 года, Гёте указал на анаграмму «Газуль/Гузла» и назвал имя Мериме. Но эта информация распространилась не широко: лишь после того, как Пушкин сделал своё переложение, до него через Соболевского дошел слух, что это мистификация, после чего в Париж было отправлено письмо и Мериме подтвердил своё авторство (высказывалось мнение, что Пушкину о мистификации было известно, и его письмо к Мериме, ответ которого был включён в предисловие к «Песням западных славян», фактически подхватывает литературную игру).

## Содержание

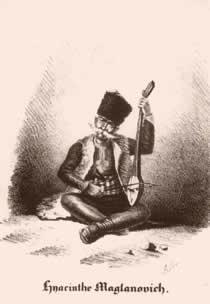
Иакинф Магланович, бродячий гусляр, «написавший» некоторые из песен сборника

«Гусли» включают 29 баллад; из них 1 действительно является аутентичной народной песнью («Грустная баллада о благородной супруге Асана-Аги»). Баллады ориентировочно можно разделить на ряд групп:
1. Исторические, о борьбе славян с турками, о разбойниках-гайдуках и о кровной мести:
  1. Боярышник рода Ве́лико (фр. L'Aubépine de Veliko)
  2. Смерть Фомы II, короля Боснии (La Mort de Thomas II, roi de Bosnie)
  3. Видение Фомы II, короля Боснии (La Vision de Thomas II, roi de Bosnie)
  4. Храбрые гайдуки (Les braves Heiduques)
  5. Битва у Зеницы Великой (Le Combat de Zenitza-Velika)
  6. Экспромт (Impromptu)
  7. Ссора Лепы и Черногора (La Querelle de Lepa et de Tchernyegor)
  8. Побратимы (Les Pobratimi)
  9. Гаданьи (Hadagny)
  10. Черногорцы (Les Monténégrins)
  11. Конь Фомы II (Le Cheval de Thomas II)
  12. Умирающий гайдук (L'Heiduque Mourant)
  13. Грустная баллада о благородной супруге Асана-Аги (Triste Ballade de la noble épouse d'Asan-Aga)
  14. Милош Облич (Milosch Kobilich)
2. Бытовые:
  1. Морлак в Венеции (Le Morlaque à Venise)
  2. Погребальная песня (Chant de Mort)
  3. Возлюбленная Данизича (L'amante de Dannisich)
  4. Баркаролла (Barcarolle)
  5. Импровизация Иакинфа Маглановича (Improvisation d'Hyacinthe Maglanovich)
3. О колдовстве, сглазе, вампирах:
  1. Господарь Меркурий (Le Seigneur Mercure)
  2. Красавица Елена (La belle Hélène)
  3. О сглазе (Sur le Mauvais Oeil)
  4. Максим и Зоя (Maxime et Zoé)
  5. Дурной глаз (le Mauvais Oeil)
  6. Пламя Перрушича (La flamme de Perrussich)
  7. О вампиризме (Sur le Vampirisme)
  8. Прекрасная Софья (La belle Sophie)
  9. Ивко (Jeannot)
  10. Константин Якубович (Constantin Yacoubovich)
  11. Вампир (Le Vampire)
  12. Любовник в бутылке (L'Amant en bouteille)
  13. Кара-Али, вампир (Cara-Ali, le Vampire)
  14. Волшебное ружьё (Le Fusil Enchanté)
  15. Бан Хорватии (Le Ban de Croatie)

Вампир

I. В болотах Ставилы у ручья лежит на спине мертвец. Это проклятый венецианец, который обманул Марию, который сжег наши дома. Пуля пробила ему горло, ятаган пронзил его сердце; но уже три дня лежит он на земле, и из ран его все ещё течет алая и горячая кровь.

II. Глаза его потускнели, но они глядят вверх. Горе тому, кто пройдет мимо этого трупа! Ибо кто может противиться его очаровывающему взгляду? Растут у него и ногти и борода. В страхе улетают от него вороны, хоть обсели они храбрых гайдуков, лежащих тут же кругом.

III. Улыбаются окровавленные губы, словно у спящего человека, мучимого нечистой страстью. Подойди, Мария, и посмотри на него, ради кого ты отвергла свой дом и семью! Если посмеешь, поцелуй эти бледные окровавленные губы, которые лгали так умело. Много слез из-за него было пролито при его жизни. Ещё больше прольется после его смерти………………………………………………………………..

## «Локис»
История с Мицкевичем и Пушкиным, ставшими жертвами мистификации, позже будет своеобразно обыграна в новелле Мериме «Локис», где прозаический перевод баллады Мицкевича «Трое Будрысов», близкий по стилю текстам «Гуслей», героиня выдаёт рассказчику за народную литовскую дайну, причём при разоблачении мистификации упоминается не только оригинал, но и пушкинский перевод «Будрыс и его сыновья».

## Тексты
- Оригинальный французский текст
- «Гусли » в прозаическом литературном переводе Н.Рыковой
- «Песни западных славян» в стихотворном пересказе А. С. Пушкина
- «Морлак в Венеции», стихотворный перевод Адама Мицкевича

## Музыка
- Опера Les Montenegrins, музыка Limnander, либретто Nerval и Alboize (1849)
- Цезарь Кюи. «Шесть песен западных славян А. С. Пушкина»